# Nycticryphes semicollaris
El aguatero, aguatero americano o becacina pintada (Nycticryphes semicollaris) es una especie de ave de la familia Rostratulidae, que se encuentra en Argentina, Brasil, Chile, Paraguay y Uruguay.

## Hábitat
Vive en planicies encharcadas, incluyendo humedales, ciénagas y las orillas de estuarios, ríos y arroyos, por debajo de los 500 m de altitud.

## Descripción

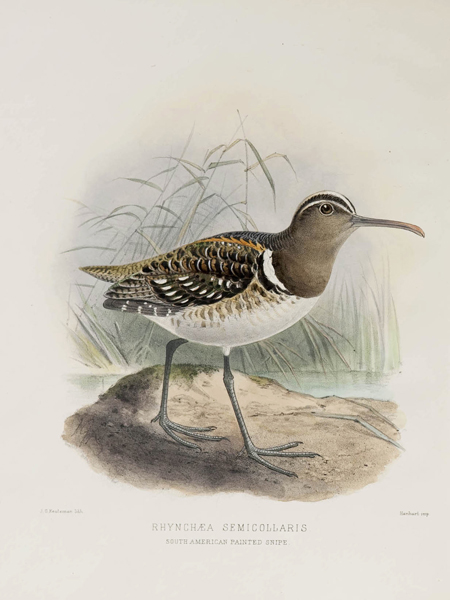
Nycticryphes semicollaris, ilustración de Keulemans para Henry Seebohm, The Geographical Distribution of the Family Charadriidae (1888)

Mide de 19 a 23 cm de longitud y pesa entre 65 y 86 g. Tiene la cabeza y el cuello de color pardo rojizo oscuro, la corona negruzca entre dos franjas blancas, con una franja central también blanca; las partes superiores y las alas son de color marrón grisáceo oscuro, con las secundarias y coberteras con manchas negras y blancas y líneas blancas con tintes anaranjados o dorados a lo largo de cada flanco; las partes inferiores son blancas; la cola es castaño rojiza con estrías negras. Las hembras generalmente son de mayor tamaño y más claras.

## Alimentación
Omnívoro, toma con su pico de entre el barro insectos, crustáceos, moluscos, lombrices y otros invertebrados y sus larvas , así como semillas y otros materiales vegetales.

## Reproducción
Monógamo. El nido tiene forma de taza y es hecho de hierbas y juncos, frecuentemente rodeado de agua. La hembra pone dos o tres huevos. Ambos sexos cuidan los pichones.